# Лепко, Виктория Владимировна
Викто́рия Влади́мировна Лепко́ (род. 20 июля 1941, Москва) — советская и российская актриса театра и кино. Заслуженная артистка Российской Федерации (1996).

## Биография
Родилась в семье актёра Владимира Лепко. 
Окончила Театральное училище имени Щукина в 1962 году (курс И. М. Рапопорта, А. И. Борисова). Сокурсница Андрея Миронова, Юрия Волынцева, Валентины Шарыкиной, Ольги Яковлевой.
В 1963 году была принята в труппу Малого театра, первым спектаклем стал «Танцы на шоссе» в постановке Анатолия Эфроса (после выпуска спектакль был закрыт).
С 1989 года выступала на сцене основанного вместе с единомышленниками театра «Вернисаж» при Центральном Доме актёра имени А. А. Яблочкиной.
В кино дебютировала в 1959 году, ещё студенткой сыграв роль Аурики в фильме Михаила Калика «Колыбельная». Широкую известность приобрела участием в телевизионном сериале «Кабачок „13 стульев“» в роли пани Каролинки.
Выпустила несколько поэтических сборников. Член Союза писателей Москвы.

### Семья
- Отец — Владимир Алексеевич Лепко (1898—1963), актёр;
- Мать — Антонина Георгиевна Крупенина (1914—2012), танцовщица в Московском музыкальном театре имени К. С. Станиславского и Вл. И. Немировича-Данченко;
- Отчим — Владимир Павлович Бурмейстер (1904—1971), балетмейстер[5];
- Первый муж (с 1959 по 1965) — Борис Исаакович Рышковский (1935—1972), инженер, сын электротехника И. Я. Рышковского (1903—1965); погиб в авиакатастрофе во время полёта в Харьков[4][5];
  - Сын — Антон Борисович Лепко (1961—2013)[6]), дизайнер-краснодеревщик, театральный художник.
- Четвёртый муж — Владимир Фёдорович Жихарев, физик[4][5].

## Театральные роли
Малый театр
- «Горе от ума» — 2-я княжна
- «Джон Рид» — Элисабет
- «Веер леди Уиндермиер» — Леди Агата Карлизл
- «Бабьи сплетни» — Кикина
- «Д-р» (Доктор философии) — Славка
- «Дачники» — Барышня в розовом
- «Признание» — Елена
- «Свадьба Кречинского» — Лидочка
- «Конёк-горбунок» — Царь-девица
- «Заговор Фиеско в Генуе» — Леонора
- «Мамуре» — Гразиела
- «Твой дядя Миша» — Людмила
- «Птицы нашей молодости» — Девушка, первая любовь Павела
- «Летние прогулки» — Лера
- «Живой труп» — Елизавета (Лиза)
- «Плутни Скапена» — Зербинетта
- «Униженные и оскорблённые» — Наташа
- «Фома Гордеев» — Медынская
- «Головокружение» — Армине
- «Потерянный рай» — Эва
- «Мой любимый клоун» — Полина Челубеева

Театр «Вернисаж»

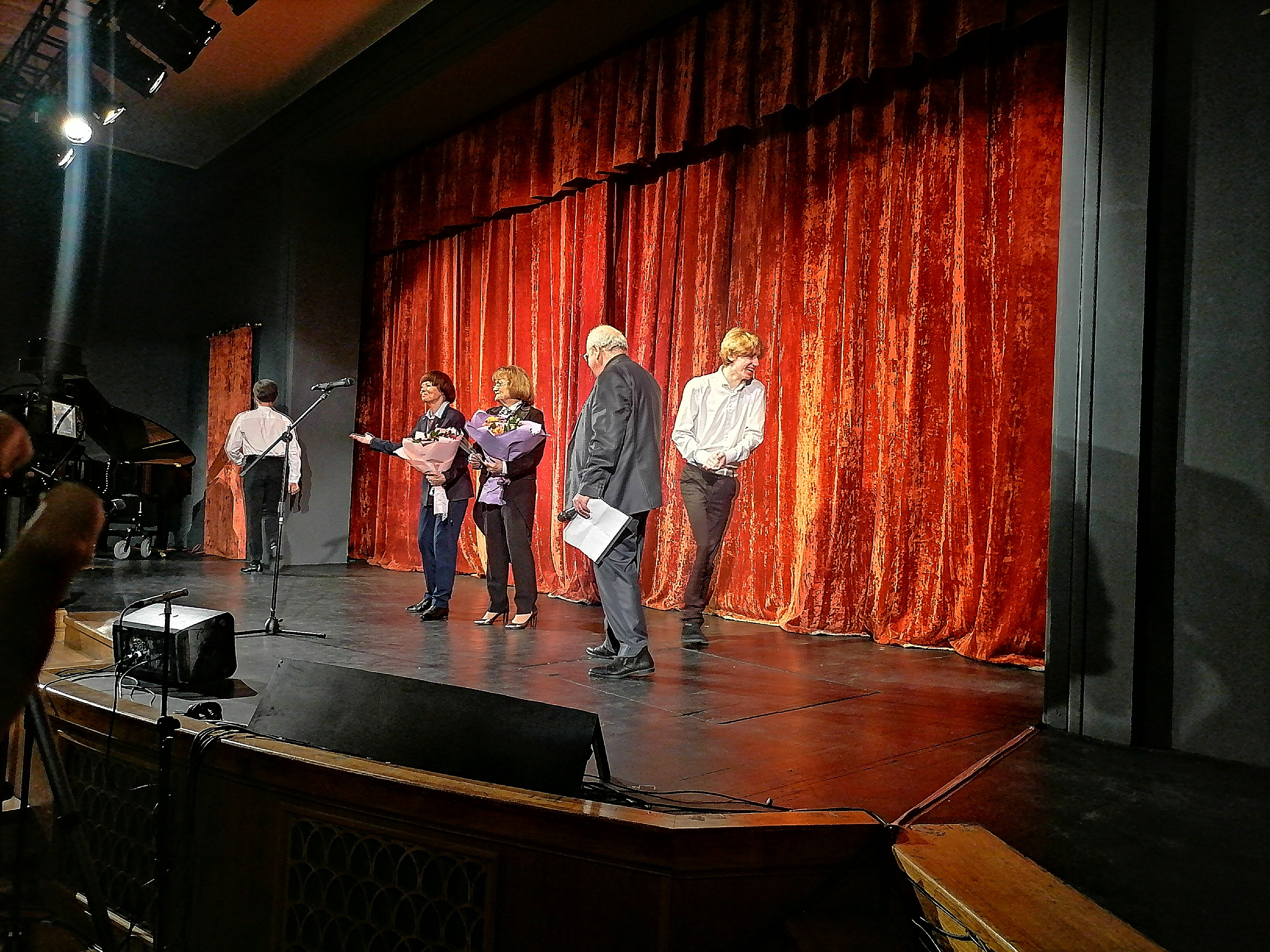
С О. Яковлевой и П. Любимцевым на празднике Щукинского училища (2022)

- «Играем Бергмана или Я – любовница своего мужа» — Марианна
- «Ад» (За закрытой дверью) — Эстель
- «Пассаж в «Пассаже» — Елена Ивановна
- «Она тебя нежно целует» — Валентина
- «Нельская башня» — Королева Маргарита
- «Звезда Бродвея» — Фанни
- «Царь Иудейский» — Прокула
- «Чайка» — Аркадина
- «Соколы и вороны» — Княгиня
- «Татарин маленький»[7]

## Фильмография
- 1959 — Колыбельная — Аурика
- 1960 — Осторожно, бабушка! — девушка
- 1963 — Город — одна улица — Нина
- 1965 — Иду на грозу — Женя
- 1970 — А человек играет на трубе — Наташа
- 1974 — Верный друг Санчо — Наталья Гавриловна, классная руководительница
- 1982 — Следствие ведут ЗнаТоКи. Он где-то здесь Дело № 17 — Алла Степановна Бардина
- 2008 — Москва улыбается — телеведущая

Сюжеты в киножурнале «Фитиль»
- 1973 — Не учёл (№ 128) — продавщица комиссионного магазина
- 1977 — Деловой подход (№ 181) — секретарша
- 1981 — Урок по знакомству (№ 224) — Ирина Борисовна
- 1981 — Генеральная репетиция (№ 229) — сотрудница
- 1982 — Путёвка в жизнь (№ 244) — Вера Михайловна, секретарша
- 1988 — Прощание с Катунью (№ 312) — читает текст (с В. Ларионовым)
- 1989 — Пикантный вопрос (№ 329) — читает текст
- 2001 — Для вас, женщины! (№ 414) — пожилая женщина
- 2004 — Система Станиславского (№ 16) — Галина Петровна, приезжая

## Телеспектакли
- 1966—1980 — «Кабачок „13 стульев“» — пани Каролинка
- 1967 — «Случай в гостинице» — девушка
- 1975 — «Свадьба Кречинского» А. Сухово-Кобылина — Лидия Петровна Муромская
- 1976 — «Признание» — Елена
- 1979 — «Плутни Скапена» Мольера — Зербинетта
- 1982 — «Летние прогулки» — Лера

## Озвучивание мультфильмов
- 1979 — Огневушка-поскакушка — Внук Федюнька
- 1992 — Непобедимые тойстеры: Затерянные в Тойберии — все женские и детские роли

## Звания и награды
- заслуженный деятель культуры Польской Народной Республики (1976)[7];
- заслуженная артистка Российской Федерации (1996)[8];
- гран-при Первого Международного фестиваля «Скандинавская пьеса на русской сцене» (1996) — за исполнение роли Марианны в спектакле «Играем Бергмана или Я – любовница своего мужа» (Театр «Вернисаж»)[7].